# Chabab Atlas Khénifra
Pour les articles homonymes, voir CAK.
Maillots
Actualités
Le Chabab Atlas Khénifra (en berbère : ⵉⵄⵔⵔⵉⵎⵏ ⵏ ⵡⴰⵟⵍⴰⵙ ⵅⵏⵉⴼⵔⴰ, et en arabe : شباب أطلس خنيفرة),
Le club évolue actuellement en Botola Pro 2 pour la saison 2021-2022.

## Histoire
Le club est fondé en 1943 par le caïd AMAROK et « Mr Pierrot » patron du café des sports de Khenifra dans les années 50, 60 , décédé il y a une vingtaine d’années , c’est lui qui soutient et impulse l’envie de créer une équipe à Khenifra pendant la période du protectorat. Ce club est fondé sous le nom de l'Union Sportive de Khénifra avant de changer de nom pour devenir le Chabab Atlas Khénifra, une appellation qui fait référence aux montagnes du moyen Atlas qui entourent la ville. Le club accède pour la première fois en 2eme division lors de la saison 1965-1966.

## Palmarès
- Botola Pro 2 (1) : 
  - Champion : 2015-16.